# 입 하버그
입 하버그(영어: Yip Harburg, 1896년 4월 8일~1981년 3월 5일)는 많은 유명한 작곡가들과 함께 작업한 미국의 인기 있는 노래 작사가이자 오페라의 대본 작가였다. 그는 〈Brother, Can You Save a Dime?〉(제이 고니와 함께), 〈April in Paris〉, 〈It's Only a Paper Moon〉 등의 표준 가사와 영화 《오즈의 마법사》의 〈Over the Rainbow〉의 모든 곡을 썼다. 그는 그의 가사의 사회적 논평과 좌파 성향으로 유명했다. 그는 인종적, 성 평등과 연합 정치를 옹호했다. 그는 또한 종교에 대한 열렬한 비판자였다.

## 생애
생존한 네 명의 아이들 중 막내인 하버그는 1896년 4월 8일 뉴욕의 로어이스트사이드에서 이시도르 호흐버그로 태어났다. 그의 부모인 루이스 호흐버그와 메리 리싱은 러시아에서 이주한 이디시어를 사용하는 정통파 유대인이었다.

## 사망
1981년 3월 5일 로스앤젤레스 선셋 대로에서 84세의 나이로 사망하였다. 당초 교통사고로 사망한 것으로 알려졌으나, 이후 빨간불에 정차한 상태에서 심장마비를 일으킨 것으로 확인됐다.

## 주요 노래
- 〈Brother, Can You Spare a Dime?〉
- 〈April in Paris〉
- 〈It's Only a Paper Moon〉
- 〈Over the Rainbow〉